# Штанди
Штанди́ (рос. Штанды, башк. Штәнде) — присілок у складі Балтачевського району Башкортостану, Росія. Адміністративний центр Штандинської сільської ради.
Населення — 568 осіб (2010; 657 у 2002).
Національний склад:
- башкири — 99 %